# Кофа
Ведро, Кофа или Канта је посуда која обично служи за ношење воде, а састоји се од суда који је облика преврнуте зарубљене купе и ручке која је у виду половине кружнице. У зависности од технолошких могућности, кофе се израђују од разних материјала: прво су биле дрвене, затим се прешло на лим, а у последње време се најчешће производе од пластике.
Други назив за кофу је ведро.